# Tournans
Tournans  es una población y comuna francesa, en la región de Franco Condado, departamento de Doubs, en el distrito de Besançon y cantón de Rougemont. 
Se encuentra en la parte centro-este de Francia a unos 50 kilómetros de la frontera con Suiza.

## Demografía
| 128 | 112 | 82 | 83 | 87 | 119 |
| Para los censos de 1962 a 1999 la población legal corresponde a la población sin duplicidades (Fuente: INSEE [Consultar]) |     |    |    |    |     |